# William Joseph Simmons
William Joseph Simmons (Harpersville, 6 maggio 1880 – Atlanta, 18 maggio 1945) è stato un predicatore statunitense.
Fondò il secondo Ku Klux Klan nel 1915, in coincidenza con il Giorno del Ringraziamento.

## Biografia

### Inizi
Simmons nacque a Harpersville, Alabama, da Calvin Henry Simmons, un medico, e Lavonia (Davis) Simmons, figlia di Thomas C. Davis. In gioventù frequentò la facoltà di medicina presso la Johns Hopkins University, ma non portò a termine gli studi, quindi si arruolò nell'esercito e partecipò alla Guerra ispano-americana, dove fu congedato con onore. Tornato a casa svolse la professione di predicatore presso la Methodist Episcopal Church South ma venne sospeso dall'incarico nel 1912 per inefficienza.
In seguito si unì ad altre due chiese episcopali e a dodici differenti "confraternite", molto comuni all'inizio del XX secolo. All'epoca era conosciuto come "Joe", "Doc" (in riferimento ai suoi studi in medicina) o "Colonnello" (in riferimento al suo grado nell'associazione Woodmen of the World).

### Ku Klux Klan

La croce bianca, uno dei simboli del Ku Klux Klan

Nel 1915, mentre era convalescente dai postumi di un incidente automobilistico, Simmons decise di ricostituire il Ku Klux Klan affascinato dalla visione del film Nascita di una nazione diretto da D.W. Griffith, da poco uscito nelle sale. Egli ottenne una copia dell'atto di prescrizione del Klan originale, e lo utilizzò per stendere il suo proprio prospetto dello statuto per la ricostituzione dell'organizzazione. La decisione di Simmons ebbe luogo durante il periodo nel quale avvenne il linciaggio di Leo Frank, il 16 agosto 1915. Frank, un industriale ebreo, era stato imprigionato per l'omicidio di Mary Phagan, una delle sue giovani operaie. Quando la sentenza di morte alla quale era stato condannato Frank venne commutata in ergastolo, la gente comune si sentì oltraggiata. Frank venne prelevato dal carcere a forza e linciato pubblicamente da un gruppo di persone, che si autodefinirono "Knights of Mary Phagan" ("Cavalieri di Mary Phagan").

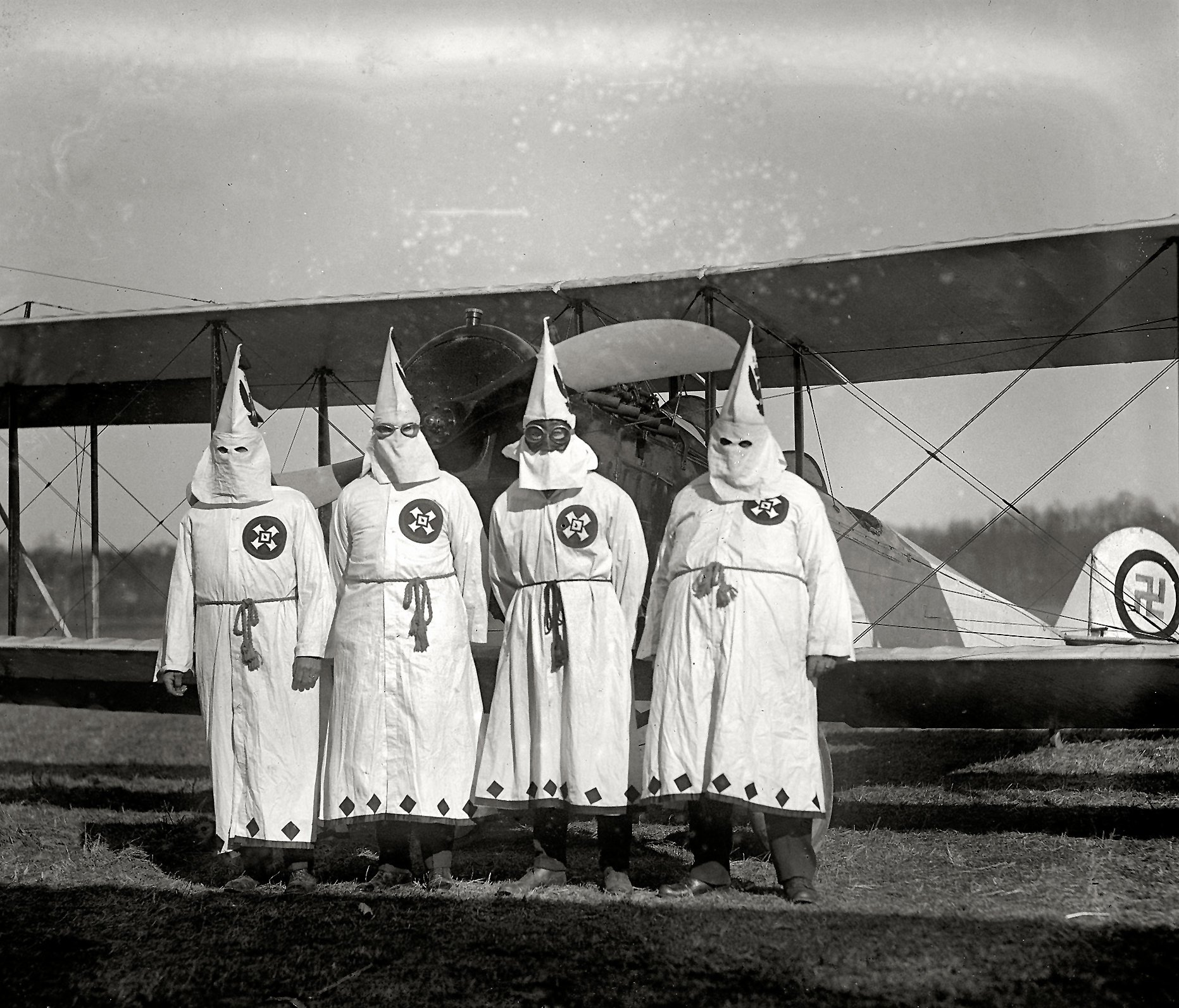
Membri del Ku Klux Klan nel 1922

Come nucleo del ricostituito Klan, Simmons contattò un gruppo di amici, in aggiunta a due anziani membri del Klan originale, per organizzare una cerimonia. La sera del Giorno del Ringraziamento del 1915, salirono sulla Stone Mountain per dare fuoco a una croce ed inaugurare ufficialmente il nuovo Ku Klux Klan, con quindici membri effettivi. L'immagine della croce in fiamme, che non era stata mai utilizzata dal vecchio Klan, era stata introdotta da Griffith in Nascita di una nazione. Il film, a sua volta, si era ispirato al libro The Clansman di Thomas Dixon Jr., sul quale il film era basato. Dixon aveva preso spunto da una pratica storicamente documentata dei clan scozzesi, che bruciavano croci come metodo di segnalazione a distanza. L'immagine della croce in fiamme è inoltre presente in Lady of the Lake, un lungo poema di Walter Scott. In qualità di fondatore, Simmons si autoproclamò "Grande Mago Imperiale dell'Impero Invisibile dei Cavalieri del Ku Klux Klan".
Questa seconda incarnazione del Klan fu organizzata dai suoi dirigenti in maniera da ricavarne degli utili e, allo stesso tempo, venne vissuta come una confraternita. Differiva dal primo Klan per composizione politica. Mentre il primo era essenzialmente formato da appartenenti al Partito Democratico e sudisti, nel secondo confluirono sia membri del Partito Democratico che persone provenienti dai ranghi più bassi del Partito Repubblicano. Ebbe inoltre una maggiore influenza da un capo all'altro degli Stati Uniti, con un maggiore ascendente sui politici di molti Stati.
Nei primi anni del nuovo Klan, si unirono ad esso poche centinaia di membri ma alla fine esso divenne sempre più popolare e si ingrandì con centinaia di migliaia di nuovi adepti, provenienti in particolare dalle città industrializzate del Midwest. Inizialmente il Klan si autodefinì una delle tante "confraternite", ma in seguito si distinse per la ferma opposizione all'immigrazione dall'Europa, costituita principalmente da ebrei e cattolici, e a chiunque altro non fosse nato negli Stati Uniti d'America.

### Periodo successivo e morte
Quando il quotidiano New York World espose pubblicamente le violenze perpetrate dal Ku Klux Klan, Simmons venne chiamato a testimoniare davanti alla U.S. House Committee on Rules. L'inchiesta si aprì nell'ottobre 1921 e durò per una settimana. Simmons prese le distanze dagli eventi delittuosi ed illustrò la natura di associazione benefica senza profitto del Klan. Sebbene l'inchiesta terminasse senza conseguenze dirette per il Klan, Simmons perse la sua influenza su di esso.
Nel novembre 1922, essendosi costruito la propria rete di conoscenze, Hiram Wesley Evans succedette a Simmons alla carica di "Grand Wizard" del Klan. Allo stesso tempo Simmons venne eletto "Imperial Wizard" a vita. Nel 1925, le sorti del Klan iniziarono a declinare dopo un picco di adesioni, principalmente a causa dello scandalo nel quale restò coinvolto D. C. Stephenson, uno dei leader più in vista del Klan, che finì in carcere per lo stupro e l'omicidio di Madge Oberholtzer.
Simmons morì ad Atlanta il 18 maggio 1945.

## Pubblicazioni
- The Ku Klux Klan (1917)
- ABC of the Invisible Empire, Knights of the Ku Klux Klan (1920)
- The Klan Unmasked Atlanta, Ga., Wm. E. Thompson Pub. Co. (1923)
- America's menace; Or, The Enemy Within (An Epitome) (1926)
- The Ku Klux Klan: Yesterday, Today and Forever (anni trenta)